# Тромбідіформні кліщі
Тромбідіфо́рмні кліщі́ (Trombidiformes) — ряд кліщів надряду акариформних (Acariformes).

## Спосіб життя
Досить різноманітна група кліщів. Тут є і ґрунтові види, і водяні кліщі, і хижі кліщі, і паразити рослин, тварин та людини.

## Класифікація
Згідно із класифікацією 2004 року ряд налічував понад 125 родин та близько 22 000 описаних видів. Згідно з новою класифікацією 2011 року до складу ряду входять 4 підряди, 151 родина, 2235 родів та 25821 вид, а також 10 родів з 24 викопними видами.
Trombidiformes поділяються на 2 підряди:
- Prostigmata (Kramer, 1877) — включає 4 інфраряди та 40 надродин
- Sphaerolichida (O'Connor, 1984) — включає 2 надродини